# Barby, Tyskland
Barby är en stad i Salzlandkreis i förbundslandet Sachsen-Anhalt i Tyskland.
Staden bildades den 1 januari 2010 genom en sammanslagning av de tidigare kommunerna Barby (Elbe), Breitenhagen, Glinde, Groß Rosenburg, Lödderitz, Pömmelte, Sachsendorf, Tornitz, Wespen och Zuchau i den nya staden Barby.